# كاري هدسون
كاري هدسون (بالإنجليزية: Cary Hudson)‏ هو ملحن ومغن مؤلف أمريكي، ولد في 1965.

## وصلات خارجية
- كاري هدسون على موقع ميوزك برينز (الإنجليزية)
- كاري هدسون على موقع ديسكوغز (الإنجليزية)